# Асо, Таро
Таро́ Асо́ (яп. 麻生太郎 Асо: Таро:); род. 20 сентября 1940) — японский государственный и политический деятель, вице-президент Либерально-демократической партии Японии с 2021 года. Премьер-министр Японии в 2008—2009 годах, министр финансов в 2012—2021 годах.

## Детство и молодость
Школьное образование Асо получил в Токио, в системе элитных учебных учреждений «Гакусюин», где до Второй мировой войны обучалось японское дворянство и до сих пор учатся дети из императорской семьи. В 1959 году поступил на факультет политики и экономики университета «Гакусюин», который окончил в 1963 году, затем учился в Стэнфордском университете, однако оттуда его через несколько месяцев отозвал дед — экс-премьер Ёсида, который был англофилом и опасался, что внук станет «слишком американизированным». По воле деда Асо ещё несколько лет проучился в Лондонском университете.
В 1966 году начал работать в семейном бизнесе, в 1973—1979 годах — президент Aso Mining Company.
У Асо Таро была небольшая спортивная карьера: с юности он увлекался охотой и участвовал в соревнованиях по стендовой стрельбе. На международных соревнованиях в Мексике в 1974 году ему даже удалось завоевать медаль. В 1976 году на летних Олимпийских играх в Монреале Асо выступил в ските и занял 41-е место среди 68 участников. Также известно, что Таро Асо с юности является большим поклонником японской анимации и манги.

## Политическая карьера
С 1979 года Таро Асо девять раз избирался депутатом парламента. С 1988 года работал в правительстве — занимал должности заместителя министра образования, культуры и спорта, министра экономического планирования, государственного министра экономической и финансовой политики, министра внутренних дел и коммуникаций. С 31 октября 2005 по 27 августа 2007 года занимал пост министра иностранных дел. Считается консервативным политиком.
22 сентября 2008 года избран председателем ЛДПЯ вместо ушедшего в отставку премьер-министра Японии Ясуо Фукуды. 24 сентября 2008 года избран премьер-министром Японии. Асо стал первым в мире главой правительства, принимавшим участие в Олимпийских играх.
Под руководством Таро Асо ЛДПЯ потерпела сокрушительное поражение на всеобщих выборах, состоявшихся 30 августа 2009 года, и ушла в оппозицию. 31 августа 2009 года Таро Асо, приняв на себя всю ответственность за неудачи ЛДПЯ, выразил намерение покинуть пост председателя партии.
26 декабря 2012 года назначен заместителем премьер-министра и министром финансов во втором кабинете Синдзо Абэ.
2 октября 2018 года был объявлен новый состав правительства, в котором Асо сохранил свою позицию как вице-премьер и министр финансов Японии.

## Личная жизнь
Будучи внуком бывшего премьер-министра Японии Сигэру Ёсиды, Таро Асо женат на дочери экс-премьера Японии Дзэнко Судзуки, а его сестра была замужем за членом японского императорского дома принцем Микаса но-мия Томохито.
Официальный месячный оклад японского премьер-министра составляет 2,07 млн иен (20 тыс. долларов), Асо принял решение урезать себе заработную плату на 10 процентов. При этом, по оценке экспертов, Асо являлся самым богатым человеком в правительстве Японии.
Таро Асо часто критикуется за излишнюю эксцентричность в поведении, использование просторечных и вульгарных выражений в публичной речи, а также плохое знание японского языка. Так, в январе 2009 года во время церемонии празднования Нового года по японскому летоисчислению он допустил иероглифическую ошибку в написании фразы «Двадцать первый год эры Хэйсэй».
Таро Асо — католик по вероисповеданию.

## Награды
- Орден «Дружба» (25 августа 2020 года, Узбекистан) — за большой вклад в развитие узбекско-японских отношений стратегического партнёрства и расширение многопланового сотрудничества, важные инициативы и практические усилия, направленные на осуществление эффективных экономических реформ в Республике Узбекистан, содействие в реализации приоритетных социальных, инфраструктурных и инвестиционных проектов с участием ведущих компаний и организаций Японии в стране, а также программ культурно-гуманитарного обмена[6].